# Aeroportul Regional Pratt
Aeroportul Regional Pratt (IATA: PTT, ICAO: KPTT, FAA LID: PTT) este un aeroport din Kansas, Statele Unite ale Americii ce deservește zona Pratt⁠(d). Aeroportul a fost tranzitat în 2019 de 8 pasageri. A fost numit după zona deservită.
Situat la o altitudine de 595 m, aeroportul dispune de 1 pistă.

## Infrastructură

### Piste
Aeroportul dispune de o singură pistă. Pista 17/35 are suprafața de asfalt și dimensiunile 5.500 picioare × 100 picioare. 